# Тварда-Ґура
Тварда-Ґура (пол. Twarda Góra, нім. Hardenberg) — село в Польщі, у гміні Нове Свецького повіту Куявсько-Поморського воєводства.
Населення — 660 осіб (2011).
У 1975-1998 роках село належало до Бидгощського воєводства.

## Демографія
Демографічна структура станом на 31 березня 2011 року:
|          | Загалом | Допрацездатний вік | Працездатний вік | Постпрацездатний вік |
| -------- | ------- | ------------------ | ---------------- | -------------------- |
| Чоловіки | 349     | 80                 | 247              | 22                   |
| Жінки    | 311     | 69                 | 191              | 51                   |
| Разом    | 660     | 149                | 438              | 73                   |